# Janina Böttger
Janina Böttger, née en 1982, est une femme politique allemande.

## Biographie
Janina Böttger naît en 1982.
Elle est élue députée au Bundestag en 2025. Elle est coprésidente de La Gauche en Saxe-Anhalt depuis 2022.